# Zdenko Hans Skraup
Zdenko Hans Skraup (3 de março de 1850 – 10 de setembro de 1910) foi um químico tcheco-austríaco que descobriu a reação de Skraup, a primeira síntese de quinolina.